# كاثرين بي. فورست
كاثرين بي. فورست (بالإنجليزية: Katherine B. Forrest)‏ هي قاضية ومحامية أمريكية، ولدت في 13 فبراير عام 1964، في نيويورك في الولايات المتحدة.